# Tert-Leucin
tert-Leucin (Terleucin) ist eine chirale, nicht-proteinogene α-Aminosäure. Strukturell kann tert-Leucin über die Substitution eines α-Wasserstoffatoms durch eine Aminogruppe (–NH2) von der 3,3-Dimethylbuttersäure abgeleitet werden. 
tert-Leucin gehört zusammen mit seinen Konstitutionsisomeren Leucin, Isoleucin und Norleucin zur Stoffgruppe der Leucine.

## Isomere
tert-Leucin kommt in Form der beiden Enantiomere L-tert-Leucin [Synonym: (S)-tert-Leucin] und D-tert-Leucin [Synonym: (R)-tert-Leucin] vor. 
| Isomere von tert-Leucin |                       |                     |
| Name                    | L-tert-Leucin         | D-tert-Leucin       |
| Andere Namen            | (S)-(+)-tert-Leucin   | (R)-(−)-tert-Leucin |
| Strukturformel          |                       |                     |
| CAS-Nummer              | 20859-02-3            | 26782-71-8          |
| CAS-Nummer              | 33105-81-6 (unspez.)  |                     |
| EG-Nummer               | 606-659-6             | 607-998-2           |
| EG-Nummer               | 608-831-6 (unspez.)   |                     |
| ECHA-Infocard           | 100.109.056           | 100.115.718         |
| ECHA-Infocard           | 100.133.521 (unspez.) |                     |
| PubChem                 | 164608                | 6950340             |
| PubChem                 | 306131 (unspez.)      |                     |
| Wikidata                | Q2405866              | Q27466064           |
| Wikidata                | Q27140135 (unspez.)   |                     |

## Vorkommen
tert-Leucin kommt in der Natur als Baustein des Peptidantibiotikums Bottromycin A vor, das von dem Bodenbakterium Streptomyces bottropensis gebildet wird. Daneben ist es Bestandteil einiger antimikrobiell wirkender mariner Schwämme.

## Darstellung
L-tert-Leucin wird derzeit auf enzymatischem Wege im Tonnenmaßstab hergestellt und soll als chirales Zwischenprodukt unter anderem bei der Synthese von Medikamenten zur Behandlung von Krebs oder AIDS zum Einsatz kommen.